# Grupul de experți (Star Trek: Voyager)
„Grupul de experți” (titlu original: „Think Tank”) este al 20-lea episod din al cincilea sezon al serialului TV american științifico-fantastic Star Trek: Voyager și al 114-lea în total. A avut premiera la 31 martie 1999 pe canalul UPN.

## Prezentare
Atunci când USS Voyager este urmărită de către Hazari, un think tank (grup de experți) se oferă să dea o mână de ajutor.

## Actori ocazionali
- Jason Alexander - Kurros
- Christopher Darga - Y'Sek
- Christopher Shea - Saowin
- Steven Dennis - Fennim (nemenționat)
- Tarik Ergin - Lt. Ayala and Hazari crewman (nemenționat)